# لیپینه (استان اشوی‌داشکسیه)
لیپینه (به لهستانی: Lipiny) یک منطقهٔ مسکونی در لهستان است که در گمینا راکوو واقع شده‌است. لیپینه ۱۱۲ نفر جمعیت دارد.